# High, Low and In Between
Albums de Townes Van Zandt
Delta Momma Blues
(1971) The Late Great Townes Van Zandt
(1972)
High, Low and In Between est le cinquième album studio de l'auteur compositeur et chanteur de folk/country Townes Van Zandt publié en 1971. L'album est enregistré à Los Angeles et contient To Live Is To Fly, que Townes Van Zandt considérait lui-même comme une de ses chansons les mieux écrites.

## Réception
Pour le magazine American Songwriter, I’ll Be Here In The Morning, Mr. Mudd And Mr. Gold, You Are Not Needed Now et To Live Is To Fly font partie des 20 meilleures chansons de Townes Van Zandt.

## Liste des chansons
Tous les morceaux sont crédités Townes Van Zandt
| \| 1. \| Two Hands \| 2:34 \| \| 2. \| You Are Not Needed Now \| 4:20 \| \| 3. \| Greensboro Woman \| 2:25 \| \| 4. \| Highway Kind \| 2:20 \| \| 5. \| Standin \| 3:31 \| \| 6. \| No Deal \| 3:18 \| \| 7. \| To Live Is to Fly \| 3:20 \| \| 8. \| When He Offers His Hand \| 3:06 \| \| 9. \| Mr. Mudd & Mr. Gold \| 2:25 \| \| 10. \| Blue Ridge Mountains \| 2:14 \| \| 11. \| High, Low and In Between \| 3:14 \| \| 31:44 \| \| \| |                          |       |
| No | Titre                    | Durée |
| 1. | Two Hands                | 2:34  |
| 2. | You Are Not Needed Now   | 4:20  |
| 3. | Greensboro Woman         | 2:25  |
| 4. | Highway Kind             | 2:20  |
| 5. | Standin                  | 3:31  |
| 6. | No Deal                  | 3:18  |
| 7. | To Live Is to Fly        | 3:20  |
| 8. | When He Offers His Hand  | 3:06  |
| 9. | Mr. Mudd & Mr. Gold      | 2:25  |
| 10. | Blue Ridge Mountains     | 2:14  |
| 11. | High, Low and In Between | 3:14  |
| 31:44 |                          |       |

## Personnel
- Townes Van Zandt – chant, guitare
- Larry Carlton – pedal steel guitar sur "You Are Not Needed Now"
- Donnie Owens (en)– guitare
- David Cohen – guitare
- Don Randi – piano, orgue, cymbales, handclaps, arrangement
- Harvey Newmark – basse
- John Summer – batterie
- Ann Whitsett – handclaps

## Utilisation de ses chansons

### Films
- Mr. Mudd and Mr. Gold en 2012, dans The Motel Life[2].
- En 2004,  dans le documentaire qui lui est consacré, Be Here to Love Me: A Film About Townes Van Zandt : Highway Kind, To Live Is to Fly, High, Low and In Between[2].

### Séries TV
- Two Hands, en 2007 dans l'épisode 11 de la saison 1 de Friday Night Lights[2].
- To Live Is to Fly en 2015 dans les épisodes 8, 9 et 10 de la saison 5 de Six pieds sous terre[2].